# San Francisco, Juárez
San Francisco är en ort i Mexiko.   Den ligger i kommunen Juárez och delstaten Chihuahua, i den norra delen av landet, 1 500 km nordväst om huvudstaden Mexico City. San Francisco ligger 1 102 meter över havet och antalet invånare är 236.
Terrängen runt San Francisco är platt. Runt San Francisco är det ganska glesbefolkat, med 26 invånare per kvadratkilometer. Närmaste större samhälle är Juárez y Reforma, 6,3 km sydost om San Francisco. Trakten runt San Francisco består till största delen av jordbruksmark.